# فرانسوا ليترير

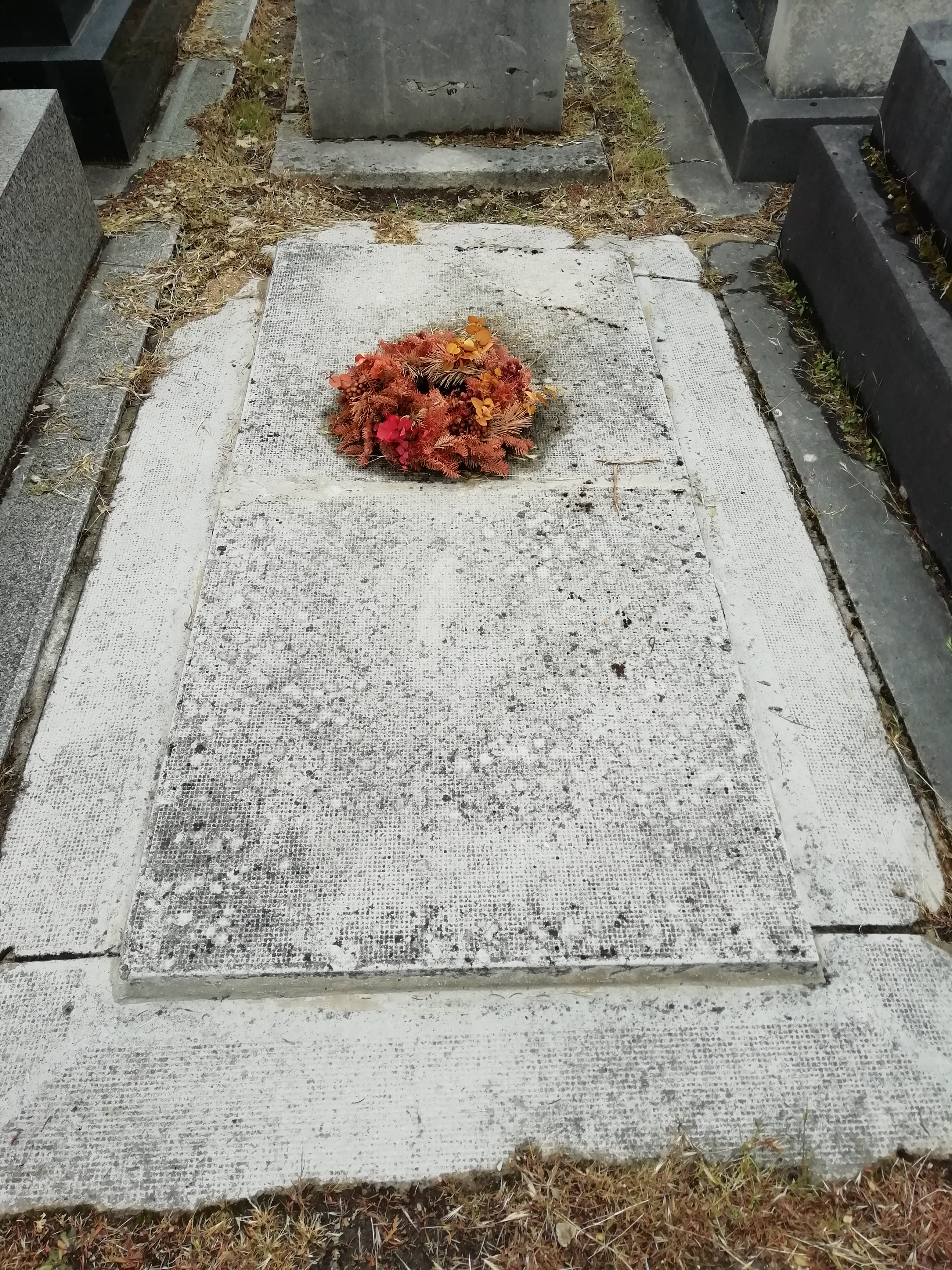
قبر فرانسوا ليترير في مقبرة مونبارناس.

فرانسوا ليترير (بالفرنسية: François Leterrier) (و. 1929  م) هو مخرج أفلام، وممثل، وكاتب سيناريو، وممثل أفلام فرنسي.

## وصلات خارجية
- فرانسوا ليترير على موقع IMDb (الإنجليزية)
- فرانسوا ليترير على موقع ألو سيني (الفرنسية)
- فرانسوا ليترير على موقع أول موفي (الإنجليزية)
- فرانسوا ليترير على موقع قاعدة بيانات الأفلام السويدية (السويدية)
- فرانسوا ليترير على موقع قاعدة بيانات الفيلم (الإنجليزية)
- فرانسوا ليترير على موقع كينوبويسك (الروسية)